# Marieluise Fleißer
Marieluise Fleißer (ur. 23 listopada 1901 w Ingolstadt, zm. 2 lutego 1974 tamże) – niemiecka pisarka. 

## Życiorys
Marieluise Fleißer urodziła się 23 listopada 1901 roku w Ingolstadt .
W latach 1914–1920 uczyła się w gimnazjum dla dziewcząt (niem. Mädchenrealgymnasium der Englischen Fräulein) w Ratyzbonie, gdzie zdała maturę . Następnie rozpoczęła studia germanistyki i teatrologii na uniwersytecie w Monachium , które zakończyła w 1924 roku, nie uzyskując dyplomu . 
Podczas studiów zajęła się pisarstwem . Jej pierwszy utwór Meine Zwillingsschwester Olga ukazał się w 1923 roku w czasopiśmie Das Tagebuch . Na jej rozwój literacki decydujący wpływ mieli poznani w Monachium pisarze Lion Feuchtwanger (1884–1958) i Bertolt Brecht (1898–1956) . 
Premiera jej pierwszej sztuki Fegefeuer miała miejsce w 1926 roku . Fleißer pozostawała w związku z Brechtem, i za jego namową napisała sztukę Pioniere in Ingolstadt, której późniejsza realizacja w Berlinie w 1929 roku wywołała skandal . Brecht wtrącał się do reżyserii i zamienił przedstawienie w prowokację polityczną . Sztuka wywołała wiele protestów, m.in. burmistrz Ingolstadt zrzucił autorce oszczerstwo i oczernienie miasta . Z powodu skandalu Fleißer została odtrącona w rodzinnym Ingolstadt . Rozstała się z Brechtem i związała z dziennikarzem Hellmutem Drawsem-Tychsenem, który przyczynił się do dalszej izolacji pisarki .
W 1929 roku Fleißer wydała zbiór nowelek Ein Pfund Orangen. Na przełomie 1929 i 1930 roku powstała jej trzecia sztuka teatralna Der Tiefseefisch poświęcona jej życiu z Brechtem i Drawsem-Tychsenem . Sztuka ta została wystawiona jedynie trzy razy . Pisarka utrzymywała się z publikacji krótkich felietonów w lokalnej prasie . W 1931 roku ukazała się jej jedyna powieść Mehlreisende Frieda Geier, opisująca historię miłosną kobiety wyemancypowanej . 
W okresie narodowego socjalizmu jej działalność pisarska została ograniczona przez władze – Fleißer mogła publikować 6 artykułów rocznie. W 1935 roku wyszła za mąż za przyjaciela z dzieciństwa, Beppa Haindla, handlarza tytoniem . Mąż zmusił ją do pracy w sklepie i niewiele pisała . Fleißer zarejestrowała się jako przedsiębiorca, dzięki czemu nie musiała wykazywać obowiązkowego wówczas dla pisarzy członkostwa w Izbie Pisarzy Rzeszy . W 1938 roku zaczęła cierpieć z powodu halucynacji, przeszła załamanie nerwowe i została hospitalizowana  . Po terapii wróciła do pisania . 
W 1944 roku napisała sztukę historyczną Karl Stuart, która nigdy nie została wystawiona . Rok później napisała Der starke Stamm . Spotkany w 1950 roku w Monachium Brecht pomógł jej w realizacji ostatniej sztuki w teatrze, w radiu i telewizji . Kariera pisarska Fleißer nabrała tempa po śmierci męża w 1958 roku . W 1963 roku ukazał się zbiór opowiadań Avantgarde, przy czym opowiadanie tytułowe było portretem młodego Brechta . Pod koniec lat 60. XX w. utwory Fleißer odkryli ponownie dla sceny teatralnej młodzi reżyserzy Rainer Werner Fassbinder (1945–1982), Franz Xaver Kroetz i Martin Sperr (1944–2002). Na początku lat 70. Fegefeuer jest wielokrotnie wystawiany w Ingolstadt, a w 1972 roku wydawnictwo Suhrkamp Verlag wydało w trzech tomach dzieła zebrane pisarki . W 1989 roku powstał tom czwarty, a w 2001 roku tom piąty z korespondencją artystki .  
Fleißer zmarła 2 lutego 1974 roku w Ingolstadt . 

## Dzieła
Lista wybranych utworów za stroną Stadtmuseum Ingolstadt :
- 1923 – Meine Zwillingsschwester Olga
- 1925 – Fegefeuer in Ingolstadt
- 1928 – Pioniere in Ingolstadt
- 1928 – Ein Pfund Orangen
- 1930 – Tiefseefisch
- 1931 – Mehlreisende Frieda Geier. Ronan vom Rauchen, Sporteln, Lieben und Verkaufen
- 1944 – Karl Stuart
- 1945 – Der starke Stamm
- 1949 – Er hätte besser alles verschlafen, Das Pferd und die Jungfer, Des Staates gute Bürgerin
- 1952 – Das Pferd und die Jungfer
- 1964 – Der Rauch
- 1965 – Die im Dunkeln
- 1966 – Der Venusberg

## Członkostwa, nagrody i odznaczenia
- 1951 – nagroda kuratorium Fundacji na Rzecz Wspierania Pisarstwa (nie. Stiftung zur Förderung des Schrifttums)[3]
- 1952 – pierwsza nagroda w konkursie na opowiadanie Süddeutscher Rundfunk[3]
- 1953 – nagroda literacka Bawarskiej Akademii Sztuk Pięknych[3]
- 1956 – członek Bawarskiej Akademii Sztuk Pięknych[3]
- 1961 – nagroda miasta Ingolstadt[3]
- 1965 – nagroda oddziału kultury Związku Niemieckiego Przemysłu (niem. Bundesverband der deutschen Industrie)[3]
- 1973 – Bawarski Order Zasługi[3]